# Nawidemak
Nawidemak war eine regierende nubische Königin des ersten vorchristlichen Jahrhunderts.
Nawidemak ist hauptsächlich von ihrer Pyramide Bar 6 beim Berg Barkal bekannt, in deren Kapelle sie erwähnt wird. Ihr Name ist jedoch nicht vollständig erhalten, so dass lange Zeit die richtige Lesung umstritten war. Ihr vollständig erhaltener Name erscheint aber auch auf der Basis einer Goldstatue, auf der sie auch als qore - König bezeichnet wird. Eine Person namens Nawidemak wird nun auch als die Mutter des Inhabers der Pyramide Beg N2 in Meroe genannt. Es ist jedoch unklar, ob es sich bei ihr um Königin Nawidemak handelt.